# Portugalia na Zimowych Igrzyskach Olimpijskich 2006
Portugalia na Zimowych Igrzyskach Olimpijskich 2006 – występ reprezentacji Portugalii na Zimowych Igrzyskach Olimpijskich 2006. 
W kadrze znalazł się jeden zawodnik – biegacz narciarski Danny Silva, który był również chorążym reprezentacji podczas ceremonii otwarcia igrzysk.

## Wyniki

### Biegi narciarskie
Mężczyźni
- Danny Silva

bieg na 15 km stylem klasycznym - 54:34,1 (93. miejsce)